# Włodzimierz Bochenek

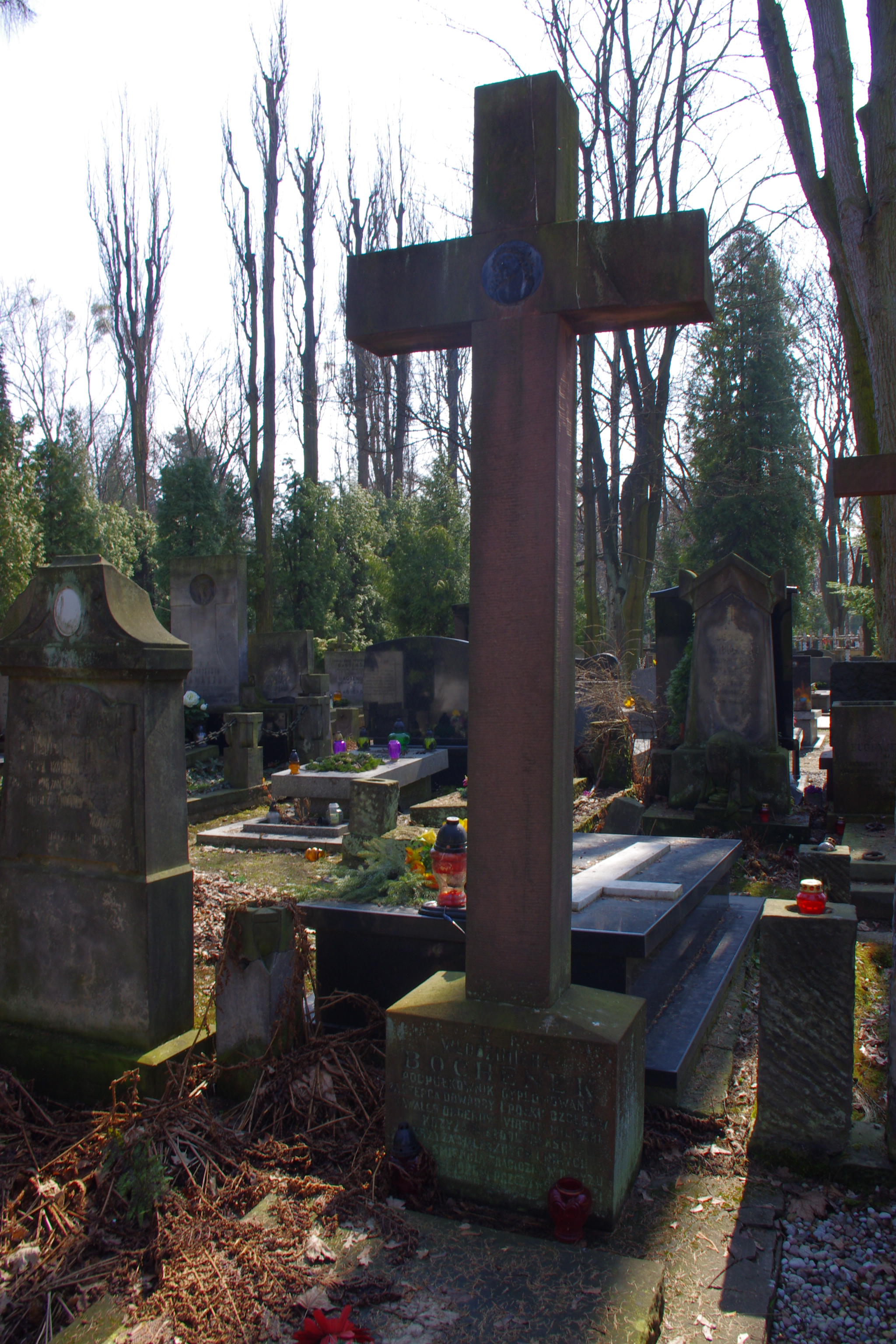
Grób Włodzimierza Bochenka na Cmentarzu Wojskowym na Powązkach w Warszawie

Włodzimierz Bochenek, ps. Mazur (ur. 3 kwietnia 1894 w Krakowie, zm. 24 stycznia 1926 w Gisy-les-Nobles, we Francji) – podpułkownik Sztabu Generalnego Wojska Polskiego, działacz niepodległościowy, kawaler Orderu Virtuti Militari.

## Życiorys
Urodził się 3 kwietnia 1894 w Krakowie, w rodzinie Jakuba. Od 1905 uczył się w c. k. Gimnazjum I w Tarnowie. Tam w czerwcu 1914 zdał egzamin dojrzałości. Następnie studiował prawo na Uniwersytecie Jagiellońskim w Krakowie i Uniwersytecie Franciszkańskim we Lwowie. Równocześnie działał w Związku Strzeleckim, w którym ukończył kurs średni.
Od 8 sierpnia 1914 służył w 1 Pułku Piechoty Legionów Polskich jako komendant IV plutonu 4. kompanii, a następnie kompanii. 9 października tego roku Józef Piłsudski mianował go podporucznikiem. 2 lipca 1915 awansował na chorążego, a 1 kwietnia 1916 na podporucznika. Latem 1917, po kryzysie przysięgowym, został wcielony do armii austro-węgierskiej i wysłany na front włoski. W sierpniu 1918, pod przybranym nazwiskiem, rozpoczął działalność w Polskiej Organizacji Wojskowej. Powołany przez Edwarda Śmigły-Rydza do sztabu tej organizacji.
Od grudnia 1918 walczył w obronie Lwowa, w szeregach 12. kompanii 5 Pułku Piechoty Legionów dowodzonej przez Władysława Bortnowskiego. Zajmował z kompanią najgorszy odcinek na „Pasiekach”, Ukraińców miał o 60 kroków i walczył z nimi ciężkimi miotaczami min. W marcu 1919, w Zambrowie, zorganizował i objął dowództwo II batalionu 1 Pułku Piechoty Legionów, z którym wziął udział w wyprawie wileńskiej. 30 kwietnia w walkach pod Wilnem baon stracił 22 zabitych i 52 rannych, a w kolejnych walkach dalszych dziewięciu zabitych i 44 rannych. 27 września walczył o przedmoście pod Dyneburgiem.
Miał postrzał nogi ze złamaniem. Przyjechał do Warszawy mimo zakazu lekarzy i, chodząc o kulach, zdawał egzamin do Wyższej Szkoły Wojennej. Kiedy się do egzaminu szykował i czy się szykował – nie wie nikt. W każdym razie zdał dobrze, nic sobie z tego nie robiąc, jak i z każdego innego niebezpieczeństwa. 2 stycznia 1920 rozpoczął studia na II Kursie Wojennej Szkoły Sztabu Generalnego w Warszawie. W połowie kwietnia tego roku skierowany został na praktykę sztabową, w ramach której wziął czynny udział w wojnie z bolszewikami. W czerwcu 1920 przeniesiony został z Oddziału V Naczelnego Dowództwa WP do Dowództwa 1 Dywizji Piechoty Legionów, a następnie został przydzielony do Dowództwa 3 Armii na stanowisko szefa Oddziału III. W dniach 11–12 września 1920, jako oficer sztabu 3 Armii, dowodził grupą pancerno-motorową, która opanowała węzeł kolejowy w Kowlu. 20 września 1920 został szefem sztabu 13 Dywizji Piechoty.
W okresie od stycznia do września 1921 dokończył szkolenie i otrzymał dyplom naukowy oficera Sztabu Generalnego, po czym został przydzielony do Oddziału I Sztabu Generalnego WP. 3 maja 1922 został zweryfikowany w stopniu majora ze starszeństwem z dniem 1 czerwca 1919 i 70. lokatą w korpusie oficerów piechoty. W październiku 1922, po zlikwidowaniu Dowództwa 2 Armii, został przeniesiony do Inspektoratu Armii Nr I na stanowisko II referenta. Był wówczas jednym ze współpracowników gen. dyw. Edwarda Śmigłego-Rydza. 31 marca 1924 awansował na podpułkownika ze starszeństwem z dniem 1 lipca 1923 i 19. lokatą w korpusie oficerów piechoty. W listopadzie 1924 został przydzielony z Oddziału IV Sztabu Generalnego do 1 pułku czołgów w Żurawicy celem przeszkolenia. Z dniem 15 września 1925 został przeniesiony z 84 pułku piechoty do 1 pułku czołgów na stanowisko zastępcy dowódcy pułku. Skierowany na szkolenie do Francji, zmarł 24 stycznia 1926 w wypadku samochodowym w Lens pod Paryżem. Z Francji do Gdańska jego zwłoki zostały przetransportowane na pokładzie ORP Wilia. 5 marca 1926 został pochowany na Cmentarzu Wojskowym na Powązkach w Warszawie (kwatera A 16-3-11).

## Ordery i odznaczenia
- Krzyż Srebrny Orderu Wojskowego Virtuti Militari nr 3207 – 15 marca 1921[20]
- Krzyż Niepodległości – pośmiertnie 20 stycznia 1931 „za pracę w dziele odzyskania niepodległości”[21]
- Krzyż Walecznych (trzykrotnie, po raz 1 i 2 w 1922)[22]
- Odznaka „Znak Pancerny” nr 1 – pośmiertnie 19 marca 1933[23]